# 培拉的阿瑞斯托諾斯
阿瑞斯托諾斯（?—前316年），皮薩亞斯（Peisaeus）之子。他是亞歷山大大帝近身護衛官之一，在遠征印度期間有良好的表現。
阿瑞斯托諾斯被提到是培拉人，或是俄爾得亞人（Eordaean），很可能本身是俄爾得亞人，後來移居培拉。在亞歷山大逝世後，他是第一個提議讓佩爾狄卡斯掌握帝國大權的軍官。第二次繼業者戰爭中，他是奧林匹亞絲旗下的將軍，並與卡山德對抗。前316年，奧林匹亞絲投降卡山德後，她命阿瑞斯托諾斯也向卡山德投降。但後來卡山德畏懼阿瑞斯托諾斯的能力，以及他的崇高地位，認為他相當有威脅性，把他處死。